# Hoplopholcus
Hoplopholcus là một chi nhện trong họ Pholcidae.

## Các loài
Các loài trong chi này gồm:
- Hoplopholcus asiaeminoris Brignoli, 1978
- Hoplopholcus cecconii Kulczynski, 1908
- Hoplopholcus figulus Brignoli, 1971
- Hoplopholcus forskali (Thorell, 1871)
- Hoplopholcus labyrinthi (Kulczynski, 1903)
- Hoplopholcus longipes (Spassky, 1934)
- Hoplopholcus minotaurinus Senglet, 1971
- Hoplopholcus minous Senglet, 1971
- Hoplopholcus patrizii (Roewer, 1962)